# Ян Лісецький
Ян Мілош Лісецький (пол. Jan Miłosz Lisiecki; нар. 23 березня 1995, Калгарі) — канадський піаніст польського походження.
Почав навчатися музики в п'ятирічному віці в консерваторії Університету Маунт-Ройял в Калгарі. У дев'ять років дебютував з оркестром, до 14-річного віку домігся значного міжнародного визнання. 1 січня 2010 року відкрив ювілейні урочистості з нагоди 200-річчя Фридерика Шопена на його батьківщині в Желязовій-Волі, в квітні того ж року замінив хворого Нельсона Фрейре в гастрольному турне по Франції, в травні виступив на концерті відкриття міжнародного музичного фестивалю в Сеулі, в липні виступив на Парламентському пагорбі в Оттаві на концерті з нагоди візиту королеви Єлизавети II в Канаду. У тому ж 2010 році вийшов перший диск Лісецького з двома фортепіанними концертами Шопена, записаними на концертах в Польщі; пізніше в тому ж році юний піаніст підписав ексклюзивний контракт із звукозаписною фірмою Deutsche Grammophon, що випустила в квітні 2012 року його другий диск — 20-й і 21-й концерти Вольфганга Амадея Моцарта (з Симфонічним оркестром Баварського радіо, диригент Крістіан Закаріас); в січні 2013 року Лисецький завершив запис другого альбому для німецького лейбла — шопеновських етюдів Op. 10 і Op. 25. У грудні 2012 року Лісецький дебютував з Нью-Йоркським філармонічним оркестром, виконавши фортепіанний концерт Роберта Шумана.

## Молодість і освіта
Лісецький народився в Калґарі, Альберта, Канада, і розпочав уроки фортепіано у віці п’яти років, дебютувавши оркестром у дев’ятирічному віці. У тринадцять років Лішевський був запрошений на фестиваль "Шопен та його Європа" у Варшаві (Польща) у 2008 році для виконання фортепіанного концерту  Шопена, Op. 21 з Sinfonia Varsovia та Говардом Шеллі.Миттєво визнаний сенсацією фестивалю, він повернувся у 2009 році, щоб виконати фортепіанний концерт Шопена, Op. 11 в тому ж сузір’ї.
Наступного року він був привернений до міжнародної уваги, коли Інститут Фредеріка Шопена випустив ці дві вистави, ознаменувавши дебют альбому Лісієцького . Запис отримав нагороду "Діапазон Золотої Декуверти" і отримав захоплені міжнародні огляди, а журнал BBC Music Magazine похвалив "чуйно дистильовані" уявлення про його інтерпретації Шопена та "зрілу музичність" його гри та зауважив, що "навіть у переповненому каталозі компакт -дисків цей освіжаюче безперервний дебютний реліз заслуговує на святкування ". Після випуску Шопена того ж року, коли йому було 15 років, Deutsche Grammophon підписала ексклюзивний контракт з Яном Лісецьким . У рамках святкування Дня Канади 2011 року Лісієцкі виступив перед королевою Єлизаветою II та аудиторією у 100 000 людей на Парламентському пагорбі в Оттаві, Онтаріо, Канада. За рекомендацією шкільної ради Лісецький був пришвидшений до чотирьох класів, а в січні 2011 року закінчив середню школу Західної Канади в Калгарі, Альберта, Канада. Він закінчив навчання в бакалавраті в школі Гленна Гулда при Королівській музичній консерваторії, куди його прийняли за повну стипендію.  

## Кар'єра звукозапису та міжнародне визнання
Перший запис Лісієцького для Deutsche Grammophon, випущений у квітні 2012 року, особливості Моцарта Фортепіанні концерти К 466, No 20, ре мінор і  K 467, No. 21, in C Major з Баварським радіосимфонічним оркестром і Крістіан Захарія, після цього  був номінований в 2013 році на  премію Juno у категорії Класичний альбом року.
За ним, навесні 2013 року, Шопен Етюди Оп. 10 і 25, ігру Лісецького на цьому концерті  Грамофонний журнал описується як "грає як чиста музика, дається так само природно, як дихання".
У березні 2013 року Лісієцькі замінив за короткий термін Марта Арджеріх, виконуючи Бетховена Фортепіанний концерт No 4, соч. 58 в Болонья з Оркестр Моцарта під Клаудіо Аббадо. Він завершив сезон виступом Шумана Фортепіанний концерт оп. 54 на "Випускні вечори BBC" в Королівський Альберт-Холл з Orchestra dell'Accademia Nazionale di Santa Cecilia під Антоніо Паппано.
Наступного року Лісієцький дебютував як соліст в таких оркестрах світового класу, як Оркестр Filarmonica della Scala в Мілані, Tonhalle Orchester Цюріх, Симфонічний оркестр NHK в Токіо, та Deutsches Symphonie-Оркестр Берлін і виконав три концерти Моцарта за тиждень з Оркестр Філадельфії. У тому ж сезоні він виступив з дебютними концертами в Вігмор Холл, Римський Accademia Nazionale di Santa Cecilia, і в Сан Франциско.
У січні 2016 року, Deutsche Grammophon випустив запис твори Шумана які виконав  Лісієцький для фортепіано з оркестром с Orchestra dell'Accademia Nazionale di Santa Cecilia і Антоніо Паппано. ClassicFM писав, "він може бути молодим, але Ян Лісієцькі грає Шумана як легенду".
Незабаром після цього він дебютував у підписці на Клівлендський оркестр, Бостон, Пітсбург і Симфонія Сан-Франциско, Лондонський філармонічний оркестр, Віденська симфонія і Staatskapelle Дрезден.

## Медіа
Радіо та телевізійні мережі у всьому світі часто транслюють виступи Лісієцького, і він піддавався широкому висвітленню у СМІ, його неодноразово показували на національному телебаченні по всій Європі та Північній Америці.
У 2009 році він був предметом документального фільму Національних новин CBC 2009 року Джо Шлезінгера "Неохочий вундеркінд". У 2019 році Лісієцкі був представлений як головний герой у SchumannVR, інсталяції віртуальної реальності про життя Роберта та Клари Шуманн, яку підтримує Тонхаль Дюссельдорф.

## Активність і благодійність
Лішевський займається благодійністю, дарує час та виступи таким організаціям, як Фонд Девіда Фостера, Польська гуманітарна акція та Фонд «Зроби бажання». Він був призначений Послом ЮНІСЕФ у Канаді у 2012 році, з тих пір був національним представником молоді. 2008 рік.

## Нагороди
- 2008 Велика премія, Канадський музичний конкурс
- 2008 Grand Award, Канадський музичний фестиваль (наймолодший в історії)[18]
- 2009 Гран-прі, OSM Standard Life Competition (наймолодший в історії)[19]
- 2010 Премія Diapason d'Or Découverte [20]
- 2010 Золота нагорода , Польське товариство фонографічної промисловості[21]
- 2010 Révelation Radio-Canada Music [22]
- 2011 Молодий артист громадського франкофонного радіо[23]
- 2012 Посол ЮНІСЕФ у Канаді [24]
- 2013 Номінант Juno[en] , класичний альбом року: великий ансамбль або соліст(и) із великим ансамблем супроводу
- 2013 Журнал Gramophone, вибір редакції (Шопен: Етюди)[25]
- 2013 Молодий артист року Gramophone, журнал Gramophone (наймолодший в історії)[26]
- 2013 Премія Леонарда Бернштейна , музичний фестиваль Шлезвіг-Гольштейн[27]
- 2013 Канадське товариство Шопена, премія визнання художника
- 2014 Номінант Juno , класичний альбом року: сольний або камерний ансамбль (Шопен: Етюди)
- 2017 Echo Klassik, Концертний запис року (19 століття) (Шопен: Твори для фортепіано з оркестром)
- 2017 Журнал Gramophone , вибір критиків (Шопен: твори для фортепіано з оркестром)[28]
- 2017 Номінант Juno , класичний альбом року: великий ансамбль або соліст(и) з великим ансамблем супроводу (Шуман: фортепіанний концерт та концертні п’єси, соч. 92 і 134)[29]
- 2018 Премія Juno Award , класичний альбом року: великий ансамбль або соліст(и) з великим ансамблем супроводу (Шопен: Твори для фортепіано з оркестром)
- 2019 Журнал Gramophone , вибір редакції (Мендельсон)
- 2019 Номінант Opus Klassik , Концертний запис року (Мендельсон)
- 2020 Номінант Juno , класичний альбом року: великий ансамбль або соліст(и) з великим ансамблем супроводу (Бетховен: Повний збірник фортепіанних концертів)[30]
- 2020 Diapason d'Or (Бетховен: Lieder · Пісні)[31]
- 2020 Номінант Opus Klassik , інструменталіст року, концертний запис року, аудіовізуальна музична продукція року (Бетховен: Повні фортепіанні концерти та Бетховен: Лідер: Пісні)